# Sitio de Bamiyán
El sitio de Bamiyán fue un enfrentamiento militar librado en la ciudad homónima en 1221 en el contexto de la invasión del Imperio jorezmita por el naciente Imperio mongol. La batalla finalizó con la destrucción de la ciudad por parte de los mongoles y la masacre de la mayoría de sus habitantes. 
El evento es relatado en las crónicas de Rashid-al-Din Hamadani y Ata-Malik Juvaini.

## Antecedentes
Después de asediar por varios meses Taloqan, los mongoles del jagán Gengis Jan marchaban a enfrentar al sah Jalal ad-Din Mingburnu, último representante de los jorezmitas, quien había reclutado un ejército en el actual Afganistán y había derrotado un ejército mongol en Paruán.
Basado en Al-Idrisi, el demógrafo Tertius Chandler sabía que Bamiyán era tres veces más pequeña que Balj en 1150. Chandler estimaba que Balj tenía una población de unas treinta mil personas (estimación redondeada) y calculaba que la mezquita aljama de Bamiyán tenía una capacidad para unas 9000 personas.

## Asedio
En cuanto los mongoles llegaron, los pobladores de Bamiyán dejaron claro que resistirían por la fuerza, de manera que ambos bandos desplegaron arqueros y catapultas. Pero durante este asedio, Mutukan, primogénito de Chagatai y nieto favorito del jagán, fue herido por una flecha y murió poco después. Esto llevó a su abuelo a ordenar apresurar las obras para capturar la fortaleza. No se mostró cuartel durante la lucha, que probablemente duró cerca de un mes.
Cuando consiguió tomar la ciudad, Gengis Jan dio la orden (yasak) de matar a toda persona, ganado, ave o animal salvaje que encontraran y que no se hiciera ningún botín, ni a las mujeres embarazadas se les perdonó la vida. También ordenó que nadie informara de lo sucedido a su hijo Chagatai, así que cuando aquel llegó y preguntó por Mutukan, el jagán le informó de su pérdida, pero a la vez le mandó no llorar por aquello. Así, Chagatai dedicó a beber y comer para aliviar su dolor y usando un pretexto fue a la estepa y lloró solo para no desobedecer a su padre.

## Consecuencias
Según Yaqub al-Herawi todos los habitantes de la ciudad fueron asesinados. La ciudad siguió arruinada por muchos años y fue conocida como Mao-Kurgan o Ma'u-Baligh, que en idioma persa significa «pueblo maldito». También se le llamó «ciudad de los dolores» o «ciudad de los gritos» de sus habitantes asesinados. Después de la victoria, los mongoles saquearon Tus y Mashhad, para la primavera de ese año el Gran Jorasán estaba bajo su control. Gengis Jan pasó el verano es las estribaciones de Taloqan con sus hijos y ejércitos planeando enfrentarse al sah, momento en que se le unieron sus hijos Chagatai y Ogodei. Luego, siguió su marcha con rumbo al subcontinente indio.
El erudito sueco Carl Fredrick Sverdrup calculaba que recién en la segunda mitad de 1221 Gengis Jan llegó a reunir unos 50 000 soldados para operar en Jorasán. Además, otros 10 000 estaban con sus generales Yebe y Subotai en el oeste de la meseta iraní y algunos miles guarnecían Transoxiana o seguían a su hijo Jochi a las estepas del norte.
Una creencia común es que después de que la población afgana local fue aniquilada, Gengis repobló la zona con algunos soldados mongoles y sus esclavas con el fin de guarnecer la región mientras continuaba su campaña. Estos colonos se convertirían en los antepasados del pueblo hazara, cuyo nombre probablemente deriva de la palabra persa yek hezar, «mil», que designaba a la unidad militar mongola de 1000 soldados. Otra teoría es que son descendientes de los kushán.
La muerte de Mutukan significó que su padre Chagatai fue sucedido por su nieto Qara Hülegü en el gobierno de su janato.

### Primaria
Los libros son citados en números romanos y capítulos y párrafos en números arábigos. Entre paréntesis se usaron los apellidos de los editores o traductores de las ediciones usadas para indicar las páginas. 
- Al-Idrisi. Geografía. En Jaubert, Pierre-Amédée (1836). Géographie d'Edrisi (en francés) I. París: Impr. royale.
- Ata-Malik Juvayni. Historia del conquistador del mundo. En Boyle, John Andrew (1958). The History of the World-Conqueror (en inglés) I. Cambridge: Harvard University Press.
- Rashid-al-Din Hamadani. Compendium de Crónicas. En Arends, Alfred Kárlovich (1946). Сборник летописей (Книга 2) I. Moscú: Institut vostokovedenii︠a︡ (Akademii︠a︡ nauk SSSR).
- Sayf ibn Muhammad ibn Yaqub al-Herawi. Historia de Herat. En Majd, Ghulamreza Tabataba’i (2004). Tārīkhnāmeh ye Herāt (en persa). Teherán: Ketabkhana Melli. ISBN 9789643312213. También en Majd, Ghulamreza Tabatabaʿi (2006). Tārīkh-i-Herātnāma (en persa). Teherán: National Library. También en Siddiqui, Muhammad Zubayr (1944). Saif bin Muhammad bin Yaqub Harvi: Ta'rīḵẖ-Nāma-yi-Harāt (en persa). Calcuta: Gulshan.

### Moderna
- Adshead, S. A. M. (2016). «The Chaghtai Khanate and the Microbian Common Market, 1300-1370». Central Asia in World History (en inglés). Nueva York: Palgrave Macmillan. pp. 78-102. ISBN 9781349226245.
- Chamakhi, Mustapha Kameleddine (2021). Islam in All Its States (en inglés). París: BoD – Books on Demand. ISBN 9782322251667.
- Chandler, Tertius (1987). Four Thousand Years of Urban Growth: An Historical Census (en inglés). Lewiston: St. David's University Press.
- Kohn, George Childs (2013). Dictionary of Wars (en inglés). Londres: Routledge. ISBN 9781135954949.
- Metcalfe, Daniel (2009). Out of Steppe: The Lost Peoples of Central Asia. Londres: Hutchinson. ISBN 9780091925529.
- Minahan, James B. (2014). Ethnic Groups of North, East, and Central Asia: An Encyclopedia (en inglés). Santa Bárbara: ABC-CLIO. ISBN 9781610690188.
- Ratchnevsky, Paul (1991). Genghis Khan His Life and Legacy (en inglés). Oxford: Blackwell. ISBN 978-0-631-18949-7.
- Romano, Amy (2003). A Historical Atlas of Afghanistan (en inglés). Nueva York: The Rosen Publishing Group. ISBN 9780823938636.
- Sverdrup, Carl F. (2010). «Numbers in Mongol Warfare».  En France, John; J. Rogers, Clifford; DeVries, Kelly, ed. Journal of Medieval Military History (en inglés) VIII. Martlesham: Boydell and Brewer. pp. 109-117. ISBN 9781843835967.
- Sverdrup, Carl F. (2017). The Mongol Conquests: The Military Campaigns of Genghis Khan and Sübe'etei (en inglés). Amherst: Helion & Company. ISBN 978-1913336059.

- Datos: Q4548218